# Peter Doak
Peter Doak (n. 17 iunie 1943, Victoria, Australia) este un înotător ce a reprezentat Australia, medaliat olimpic. A participat la o ediție a Jocurilor Olimpice (1964) în care a câștigat o medalie de bronz.

## Participări
Lista de mai jos prezintă principalele competiții la care a participat Peter Doak de-a lungul carierei.
- swimming at the 1964 Summer Olympics – men's 4 × 100 metre freestyle relay[*]